# Brugada-szindróma
A Brugada-szindróma (BrS) egy genetikai eredetű állapot, amelyet a szív normálistól eltérő elektromos aktivitása jellemez, amit az ioncsatornák rendellenes működése okoz. A betegség növeli a szívritmuszavar és a hirtelen szívhalál kockázatát. Az érintetteknél előfordulhatnak ájulásos epizódok is. A Brugada-szindrómában szenvedőknél megfigyelt rendellenes szívritmus gyakran nyugalmi állapotban jelentkezik, de láz is kiválthatja.
A betegségben szenvedők körülbelül negyedének van olyan családtagja, akinél szintén fennáll az állapot. Bizonyos eseteket új (de novo) mutációk vagy bizonyos gyógyszerek okozhatnak. A leggyakrabban érintett gén az SCN5A, amely a szív nátriumcsatornáját kódolja. A diagnózis jellemzően elektrokardiogram (EKG) alapján történik, azonban a jelek nem feltétlenül láthatók folyamatosan. Az EKG-elváltozások kimutatására gyógyszerek, például az ajmalin alkalmazhatók. Hasonló EKG-mintázatok figyelhetők meg bizonyos elektrolitzavarok esetén, vagy amikor a szív vérellátása csökkent.
A Brugada-szindrómára nincs gyógymód. A hirtelen szívhalál nagyobb kockázatának kitett betegek beültethető kardioverter-defibrillátorral (ICD) kezelhetők. A tünetmentes pácienseknél a halálozás kockázata sokkal alacsonyabb, és ennek a csoportnak a kezelési protokollja is kevésbé egyértelmű.  Az izoproterenol rövid távon adható azoknak, akiknél gyakran fordul elő életveszélyes szívritmuszavar, míg a kinidin hosszabb távon alkalmazható.  Ajánlott lehet a családtagok szűrése is. 
A betegség előfordulása 10.000/1-30. Gyakoribb férfiaknál, valamint ázsiai származásúaknál. A tünetek általában felnőttkorban jelentkeznek. A betegséget először Andrea Nava és Bortolo Martini írta le 1989-ben Padovában; a nevét pedig Pedro és Josep Brugada, két spanyol kardiológus után kapta, akik 1992-ben írták le az állapotot.  Chen írta le először az SCN5A csatornák genetikai rendellenességét.

## Jelek és tünetek
Bár az érintettek közül sokan tünetmentesek, a Brugada-szindróma ájulást vagy hirtelen szívhalált okozhat súlyos szívritmuszavarok, például kamrafibrilláció vagy polimorf kamrai tachycardia miatt. Az ájulásokat rövid ideig tartó, rendellenes szívritmus okozhatja, melyek után spontán visszatér a normális szívritmus. Ha egy veszélyes szívritmus nem szűnik meg magától, és kezeletlenül marad, a személy végzetes szívmegállást szenvedhet el. A Brugada-szindrómában szenvedőknél ugyanakkor normális szívritmus mellett is előfordulhat eszméletvesztés a vérnyomás hirtelen esése, az úgynevezett vazovagális syncope miatt.
A Brugada-szindrómában megfigyelhető rendellenes szívritmus gyakran nyugalmi állapotban, kiadós étkezés után vagy alvás közben jelentkezik. Ezek a helyzetek a vagus ideg aktiválódásának időszakaihoz kapcsolódnak, amelyeket magas vagus tónusú időszakoknak neveznek. Rendellenes szívritmusok láz alatt és túlzott alkoholfogyasztás után is előfordulhatnak. A nátriumcsatorna-blokkoló gyógyszerek, amelyeket gyakran használnak a szívritmuszavarok kezelésére, kerülendők, mert ezek szintén súlyosbíthatják a Brugada-szindrómában szenvedő betegeknél a szívritmuszavar esélyét.

## Okok
Az egyes szívizomsejtek elektromos jelekkel kommunikálnak egymással, amely jelek a Brugada-szindrómában szenvedőknél megszakadnak. Genetikai állapotként a szindrómát végső soron a személy DNS-ében bekövetkező változások, az úgynevezett genetikai mutációk okozzák. A Brugada-szindrómával összefüggésben leírt első mutációk egy olyan génben voltak megtalálhatók, amely egy olyan fehérjéért vagy ioncsatornáért felelős, amely a nátriumionok áramlását szabályozza a szívizomsejtek sejtmembránján keresztül a szív nátriumcsatornájában. A Brugada-szindrómával összefüggésben később leírt genetikai mutációk közül sok valamilyen módon befolyásolja a nátriumanyagcserét, vagy más ionok anyagcseréjét.
A Brugada EKG-mintázatot létrehozó tényezők hosszú listáját írták le, beleértve bizonyos gyógyszereket, elektrolitzavarokat, például a vér káliumszintjének csökkenését, valamint a szív kulcsfontosságú területeinek, különösen a jobb kamra kiáramlási traktusának vérellátás-csökkenését . Az érintett gyógyszerek közé tartoznak az antiaritmiás gyógyszerek, mint például a flekainid, a verapamil és a propranolol, az antidepresszánsok, mint például az amitriptilin, és a vagus-tónust fokozó gyógyszerek, mint például az acetilkolin. Az EKG-mintázat túlzott alkohol- vagy kokainfogyasztást követően is megfigyelhető.

### Genetikai háttér
A Brugada-szindróma autoszomális domináns módon öröklődik, ami azt jelenti, hogy a hibás génnek csak egy másolata szükséges a betegség kialakulásához. Azonban lehetséges, hogy egy Brugada-szindrómával diagnosztizált személy elsőként érintett a családjában, ami arra utal, hogy a betegség új mutációként alakult ki. Az SCN5A gén, amelyben a mutációk a Brugada-szindrómában leggyakrabban előfordulnak, felelős a szív nátriumcsatornájáért. Az SCN5A gén Brugada-szindrómával összefüggő mutációi általában a nátriumionok áramlásának csökkenését okozzák. A Brugada-szindróma eseteinek azonban csak 20%-a kapcsolódik az SCN5A gén mutációihoz, mivel a betegek többségénél a genetikai vizsgálatok nem tudják azonosítani az állapotért felelős mutációt. Az SCN5A génben ezidáig több mint 290 mutációt fedeztek fel, amelyek mindegyike finoman eltérő módon változtatja meg a nátriumcsatornák működését. Ez a variáció részben magyarázza a betegség súlyosságának különbségeit a különböző személyek között, pl. a rendkívül veszélyes, fiatal korban halált okozó állapottól a jóindulatú, esetleg semmilyen problémát nem okozó állapotig. A Brugada-szindróma genetikája összetett, és valószínű, hogy az állapot számos gén kölcsönhatásának eredménye. Ezen összetett kölcsönhatások miatt egy adott mutációt hordozó családtagok közül egyeseknél Brugada-szindróma jelei mutatkozhatnak, míg másoknál, akik ugyanazt a mutációt hordozzák, nem. Ezt változó penetranciának nevezik. Az SCN5A gén mutációi prognosztikai értékkel bírnak.
Számos más gént is azonosítottak a Brugada-szindrómával összefüggésben. Néhányuk felelős a nátriumcsatorna részét képező más fehérjékért, az úgynevezett nátriumcsatorna β alegységekért (SCN1B, SCN2B, SCN3B), míg mások különböző típusú nátriumcsatornákat (SCN10A) alkotnak. Néhány gén olyan ioncsatornákat kódol, amelyek kalcium- vagy káliumionokat szállítanak (CACNA1C, CACNB2, KCND3, KCNE3, KCNJ8, KCNT1), míg mások olyan fehérjéket termelnek, amelyek kölcsönhatásba lépnek az ioncsatornákkal. (GPD1L, PKP2, MOG1, FGF12). Egy másik, ehhez az állapothoz kapcsolódó gén az RRAD. A Brugada-szindrómához kapcsolódó gének és leírásuk a következők:

A Brugada-szindrómával kapcsolatos egyes mutációk más szívbetegségeket is okozhatnak. Azokat, akiknél egyszerre több, egyetlen mutáció által okozott szívbetegség is jelentkezik, „overlap-szindrómában ” szenvednek. Ennek egyik példája a Brugada- és hosszú QT-szindróma (LQT3), amelyet az SCN5A gén mutációja okoz, és ami csökkenti a nátriumion áramlási csúcsértékét, de egyidejűleg tartós ionszivárgást is okoz. A Brugada-szindrómát a PKP2 gén mutációja által okozott arrhythmogén jobb kamrai kardiomiopátiával (ARVC) átfedésben lévő betegségként írták le, ami Brugada-szerű EKG-mintázatot eredményez, de szerkezetileg az ARVC-re jellemző változásokat okoz. Az overlap szindróma egy másik példája a Brugada-szindróma és a fő aortopulmonális oldalartériák (MAPCA-k), melyeket a KCNT1 gén mutációja okoz, és ami a neuronok és a szívizomsejtek káliumcsatornáinak rendellenes funkciónövekedéséhez vezet.

## Mechanizmusok

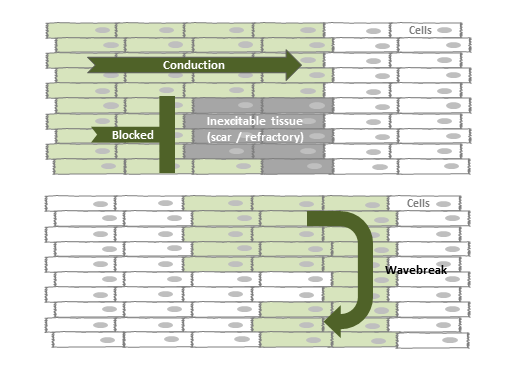
A szívizomszövet szomszédos területei, ha eltérő refrakter periódusúak, a normál esetben sima hullámfrontú depolarizáció helyett "hullámtörést", és ezáltal visszatérő aritmiákat okoznak.

A Brugada-szindrómában szenvedő személyeknél megfigyelt rendellenes szívritmusok jellemzően veszélyesek. Ilyen például a kamrafibrilláció vagy a polimorf kamrai tachycardia (szapora szívverés), de nagyobb valószínűséggel fordul elő szapora szívverés a kevésbé veszélyes aritmiák, például az AV-nodális újrabelépő tachycardia és a rendellenesen lassú szívritmusok, például a sinuscsomó-diszfunkció miatt. Több mechanizmus is létezik, amelyek révén az ezt az állapotot okozó genetikai mutációk előidézhetik ezeket az aritmiákat.
Egyesek szerint ezeknek az aritmiáknak a fő oka a szív bizonyos területein, különösen a jobb kamrában fellépő rendellenesen lassú elektromos vezetés. A Brugada-szindrómához kapcsolódó genetikai variánsok alátámasztják a koncepciót, mivel az SCN5A, a leggyakrabban az állapottal összefüggő gén, az SCN10A, SCN1B, SCN2B és SCN3B génekkel együtt mind közvetlenül befolyásolják a nátriumáramlást. A nátriumáramlás jelentősen hozzájárul a szívizomsejtek membránján keresztüli elektromos töltés jellegzetes áramlásához, amely minden szívveréskor bekövetkezik, és amelyet akciós potenciálnak neveznek. Az I Na az akciós potenciál kezdeti gyors emelkedését okozza (0. fázis), és a korai csúcsáram csökkenése, ahogyan az a BrS-hez kapcsolódó genetikai variánsoknál előfordul, a szívizom elektromos vezetésének lassulásához vezet. Ez a lassú vezetés lehetővé teszi „rövidzárlatok” kialakulását, amelyek egyes területeken blokkolják az elektromos aktivitás hullámait, miközben lehetővé teszik a hullámok áthaladását más területeken. Ezt a jelenséget hullámtörésnek nevezik. Megfelelő körülmények között a hullámtörés lehetővé teszi, hogy az elektromos hullámok megforduljanak az izomban az ellenkező irányba haladva, mielőtt körbejárnának egy pontot, amit újrabelépésnek neveznek, és rendellenes szívritmust okoznának. Azok, akik ezt a nézetet (más néven depolarizációs hipotézist) támogatják, azzal érvelnek, hogy a vezetési lassulás magyarázhatja, hogy a Brugada-szindrómában szenvedőknél az aritmiák miért fordulnak elő középkorban, amikor más tényezők, mint például az időskorral járó hegesedés vagy fibrózis, súlyosbították a genetikai mutáció okozta vezetési lassulás hajlamát.
Mások szerint az aritmiák fő oka a szív belső (endokardium) és külső (epikardium) elektromos tulajdonságainak különbsége (ezt repolarizációs hipotézisnek nevezik). Az akciós potenciál alakja az epikardium és az endokardium között eltérő. Az epikardium sejtjeinek akciós potenciálja a kezdeti csúcs után egy kiemelkedő bevágást mutat egy átmeneti kifelé irányuló áramlás miatt. Ez a bevágás sokkal kevésbé nyilvánvaló az endokardium sejtjeiben, és az endokardium és az epikardium közötti különbség a jobb kamrában látható a legtisztábban. A Brugada-szindrómában szenvedőknél ezek a különbségek fokozódnak, minden szívcikluson belül egy rövid időszakot hozva létre, amikor az áramlás az endokardiumból az epikardiumba áramlik, létrehozva a jellegzetes EKG-mintázatot. Az epi- és endokardium közötti elektromos tulajdonságok közötti különbségeket „transzmurális repolarizációs diszperzióként” írják le, amely, ha elég nagy, az elektromos impulzusok egyes régiókban történő blokkolódásához vezethet, más régiókban azonban nem. Ez a hullámtörés lehetővé teheti, hogy az általában csak egy irányban terjedő elektromos hullámok ehelyett egy pont körül keringjenek, mint egy visszatérő áramkör, ami aritmiát okoz.
A Brugada-szindrómában az aritmiákat elősegítő további tényező a szív szerkezetének megváltozása. Bár a Brugada-szindrómában szenvedők szíve normálisnak tűnhet, a szív bizonyos területein, különösen a jobb kamrai kiáramlási traktusban gyakran megfigyelhető hegesedés vagy fibrózis. Mivel a Brugada-szindrómát számos különböző gén mutációja okozhatja, lehetséges, hogy a különböző betegeknél megfigyelt aritmiákért különböző mechanizmusok felelősek.

## Diagnózis

### Elektrokardiográfia

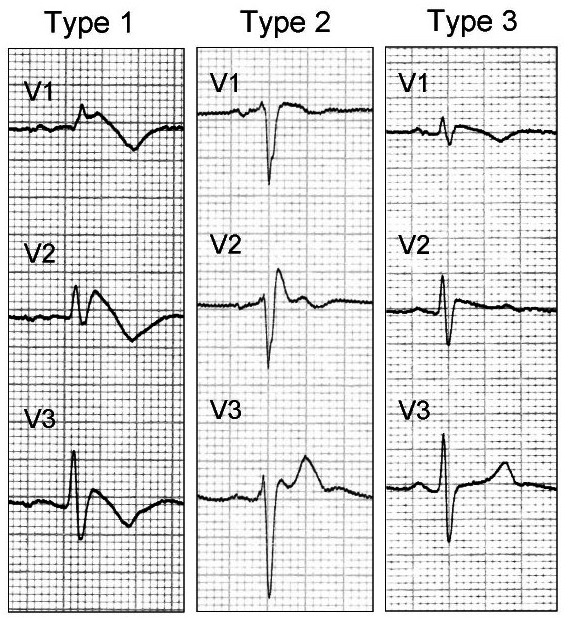
EKG-mintázat Brugada-szindrómában. A konszenzusos irányelvek szerint az 1-es típusú ST-szakasz emelkedést, akár spontán módon jelentkezik, akár nátriumcsatorna-blokkoló provokációs teszttel indukálják, diagnosztikusnak tekintik. A 2-es és 3-as típus gyanút kelthet, de a diagnózis felállításához provokációs teszt szükséges. A jobb és bal oldali képeken látható EKG-k ugyanattól a betegtől származnak az Ajmalin beadása előtt (jobb kép, 3-as típus) és után (bal kép, 1-es típus).

A Brugada-szindrómát az EKG-n látható jellegzetes mintázatok azonosításával diagnosztizálják. Az EKG-n látható mintázat magában foglalja a V1 - V3 elvezetésekben megjelenő ST-elevációt a jobb Tawara-szárblokk (RBBB) megjelenésével együtt. A szív elektromos vezetésének lassulására a megnyúlt PR-intervallum utalhat. Ezek a mintázatok folyamatosan jelen lehetnek, de előfordulhat, hogy csak bizonyos gyógyszerekre adott válaszként (lásd alább), lázas állapotban, testmozgás közben vagy más kiváltó okok következtében jelentkeznek. A jellegzetes mintázat jobban láthatóvá válhat, ha olyan EKG-t készítenek, amelynél egyes elektródák a szokásostól eltérő pozícióban vannak elhelyezve (konkrétan ha a V1 és V2 elvezetéseket a mellkasfalon feljebb, az első vagy második bordaközi résekben helyezik el.)
A Brugada EKG-mintázatnak eddig három formáját írták le, bár a modern gyakorlatban a 3-as típusú mintázatot gyakran összevonják a 2-es típusúval.
- Az 1-es típus ívelt típusú ST-elevációt mutat, legalább 2 mm-es (0,2 mV) J-pont emelkedéssel és fokozatosan süllyedő ST-szakasszal, majd negatív T-hullámmal.[30]
- A 2-es típusra egy nyeregalakú ("saddleback") mintázat jellemző, legalább 2 mm-es J-pont magassággal és legalább 0,5 mm-es elevációval a ST-szakasz végén pozitív vagy bifázisos T-hullámmal.[30] A 2-es típusú mintázat időnként egészséges egyéneknél is megfigyelhető.
- A 3-as típus nyeregalakú (a 2-es típusban is megjelenő) mintázatú, legalább 2 mm-es J-pont magassággal, de kevesebb, mint 1 mm-es ST-szakasz-végi elevációval.[29]

A jelenlegi ajánlások szerint a Brugada-szindróma diagnózisának megerősítésére csak az 1-es típusú EKG-mintázat használható, akár spontán, akár gyógyszeres kezelésre reagálva jelentkezik, mivel a 2-es és 3-as típusú mintázatok nem ritkán előfordulnak egészséges személyeknél is.

### Provokációs teszt
Egyes gyógyszerek, különösen a szív nátriumáramát (INa ) blokkoló antiaritmiás szerek, 1-es típusú Brugada-mintázatot mutathatnak ki az arra érzékeny embereknél. Ezek a gyógyszerek segíthetnek a diagnózis felállításában azoknál, akiknél felmerül a szindróma gyanúja (pl. ismeretlen eredetű szívmegállás túlélői, Brugada-szindrómás személy családtagjai), akiknél nem látható diagnosztikai EKG-mintázat. Ezekben az esetekben a nátriumáramlást blokkoló gyógyszerek szabályozott környezetben adhatók be. Az erre a célra leggyakrabban használt gyógyszerek az ajmalin, a flekainid és a prokainamid, de egyes felvetések szerint az ajmalin lehet a leghatékonyabb. Óvatosan kell eljárni ezen gyógyszerek adagolásakor, mivel kis mértékben fennáll a szívritmuszavarok kialakulásának kockázata.

### Genetikai szűrés
A genetikai vizsgálatok segíthetnek a Brugada-szindrómás betegek azonosításában, leggyakrabban az adott személy családtagjainál, de néha olyan személynél is elvégezhető, aki hirtelen és váratlanul hunyt el. A genetikai vizsgálatok eredményeinek értelmezése azonban nehézkes. Azoknál a családtagoknál, akik mind hordoznak egy, a Brugada-szindrómához kapcsolódó genetikai variánst, némelyek EKG-ján megjelenhetnek a Brugada-szindróma jelei, míg másokén nem. Ez azt jelenti, hogy a Brugada-szindrómával összefüggő genetikai mutáció hordozása nem feltétlenül jelenti azt, hogy egy személy ténylegesen érintett az állapotban. A helyzetet tovább bonyolítja, hogy az SCN5A gén számos gyakran előforduló variációja nem okoz semmilyen problémát, ezért a Brugada-szindrómában szenvedőknél néha olyan genetikai variánsokat is azonosítanak, amelyek valójában nem okozói a betegségnek.

### Egyéb vizsgálatok
Az invazív elektrofiziológiai vizsgálatok, amelyek során vezetékeket vezetnek át egy vénán, hogy stimulálják és rögzítsék a szív elektromos jeleit, néha felhasználhatók a Brugada-szindrómában szenvedő személyek veszélyes szívritmuszavarainak kockázatának felmérésére. A kockázatbecslést néha jelátlagolt EKG-val is végzik. Az ambuláns EKG-monitorozást, beleértve a szívmonitor beültetését is, néha alkalmazzák annak felmérésére, hogy a Brugada-szindrómában szenvedő személyeknél a szédülés vagy az ájulás rendellenes szívritmusnak vagy másnak, például vazovagális syncope-nak tulajdonítható-e.

## Kezelés

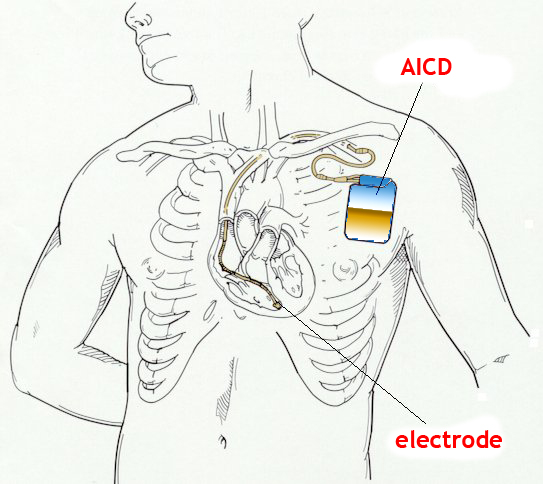
Beültetett kardioverter-defibrillátor illusztrációja

A Brugada-szindrómában szenvedők kezelésének fő célja a súlyos szívritmuszavarok, például kamrafibrilláció vagy polimorf kamrai tachycardia okozta hirtelen halál kockázatának csökkentése. Míg egyeseknél, akiknél ez a betegség fennáll, nagy a kockázata a súlyos szívritmuszavaroknak, mások sokkal kisebb kockázatnak vannak kitéve, ami azt jelenti, hogy egyesek intenzívebb kezelést igényelhetnek, mint mások. A Brugada-szindrómában szenvedő személy kezelése mellett gyakran fontos a közvetlen családtagok vizsgálata is, hogy kiderüljön, ők is hordozzák-e a betegséget.

### Életmód
Az elsődleges kezelési mód az életmódbeli tanácsadás, amely minden Brugada-szindrómában szenvedő beteg számára alkalmas, függetlenül az aritmia kockázatától. Az embereket tájékoztatni kell arról, hogyan ismerjék fel és kerüljék el azokat a tényezőket, amelyek növelhetik a súlyos aritmiák kockázatát. Ezek közé tartozik a túlzott alkoholfogyasztás és bizonyos gyógyszerek kerülése, valamint a láz azonnali kezelése paracetamollal. Bár a Brugada-szindrómában megfigyelt rendellenes szívritmusok általában nagyobb valószínűséggel jelentkeznek nyugalmi állapotban vagy akár alvás közben, egyes Brugada-szindrómás személyeknél megerőltető testmozgás során is előfordulnak szívritmuszavarok. Egyes orvosok ezért azt tanácsolják a Brugada-szindrómában szenvedőknek, hogy bár a könnyű testmozgás előnyös, a nagyon megerőltető testmozgást kerülni kell.

### Beültethető defibrillátor
Azoknál a betegeknél, akiknél nagyobb a hirtelen szívhalál kockázata, beültethető kardioverter-defibrillátor (ICD) ajánlott. Ezek a bőr alá ültetett kis eszközök folyamatosan figyelik a szívritmust. Ha a készülék potenciálisan életveszélyes ritmuszavart észlel, egy kis áramütést adhat a szívnek, visszaállítva a szív normális ritmusát. Az ICD pacemakerként is működhet, megakadályozva a rendellenesen lassú szívverést, amely Brugada-szindrómában szenvedőknél is előfordulhat.
Az ICD beültetése viszonylag alacsony kockázatú beavatkozás, és gyakran egynapos ellátásban, helyi érzéstelenítésben végzik. Azonban előfordulhatnak szövődmények, például fertőzés, vérzés vagy szükségtelen sokkolások, amelyek néha súlyosak is lehetnek. Az ICD beültetésével járó csekély kockázat, valamint az eszközök költsége miatt az ICD-k nem ajánlottak minden Brugada-szindrómában szenvedő betegnek, csak azoknak, akiknél nagyobb a hirtelen szívhalál kockázata.

### Gyógyszer
A kinidin egy antiaritmiás gyógyszer, amely csökkentheti a súlyos szívritmuszavarok kialakulásának esélyét Brugada-szindrómában szenvedőknél. Leggyakrabban Brugada-szindrómában szenvedő és ICD-vel rendelkező betegeknél alkalmazzák, akik több életveszélyes aritmia epizódot is átéltek, de alkalmazható olyan személyeknél is, akiknél nagy a ritmuszavarok kockázata és akiknél az ICD nem ajánlott.
Az izoprenalin, egy Adrenalinhoz hasonló gyógyszer, sürgősségi ellátásban alkalmazható olyan Brugada-szindrómában szenvedő betegeknél, akiknél gyakran ismétlődő, életveszélyes aritmiák, úgynevezett „elektromos viharok” jelentkeznek. Ezt a gyógyszert folyamatos infúzióban kell beadni, ezért nem alkalmas hosszú távú használatra.

### Katéterabláció
A Brugada-szindrómában szenvedők számára egy további kezelési lehetőség a rádiófrekvenciás katéterabláció. Ebben az eljárásban a vezetékeket a láb vénáján keresztül a szívbe, vagy egy kis lyukon keresztül a szegycsont alatt vezetik be. Ezeket a vezetékeket arra használják, hogy megtalálják a szív azon területét, amely felelős az aritmiák kiváltásáért. Az egyik ilyen drót hegyével apró égési sérüléseket okoznak, szándékosan károsítva a problémát okozó rendellenes szívizomterületet. A jelenlegi ajánlások szerint ezt a kezelést csak azoknak az érintetteknek kell fenntartani, akiknél ismételt ICD-sokkok jelentkeztek.

## Járványtan
10.000 emberből 1-30 érintett a szindrómában. Bár veleszületett állapot, a tünetek jellemzően csak felnőttkorban jelentkeznek. Míg a gyermekkorban megfigyelt ritka esetek egyforma arányban érintenek férfiakat és nőket, felnőttkorban a tünetek gyakrabban jelentkeznek férfiaknál, melynek oka valószínűleg a férfiaknál található magasabb tesztoszteronszint.
A Brugada-szindróma gyakoribb az ázsiai származású embereknél, és Thaiföldön és Laoszban a fiatal férfiak hirtelen halálának leggyakoribb oka ismert alapbetegség nélkül. Ezekben az országokban a Brugada-szindróma valószínűleg felelős számos hirtelen, váratlan éjszakai halál szindróma (SUNDS) esetért. A helyi nevek változatosak – a Fülöp-szigeteken az állapotot Bangungut néven ismerik, melynek jelentése „sikoly, majd hirtelen halál alvás közben”, míg Thaiföldön Lai Tai néven, Japánban pedig Pokkuri néven ismerték. Az 1-es típusú Brugada EKG-mintázatokat gyakrabban észlelik ázsiai populációkban (0–0,36%), mint európai (0–0,25%) és amerikai (0,03%) populációkban. Hasonlóképpen, a 2-es és 3-as típusú EKG-mintázatok gyakoribbak Ázsiában (0,12–2,23%), mint Európában (0,0–0,6%) vagy az Egyesült Államokban (0,02%).

## Történelem
A Brugada-szindróma nevét a spanyol kardiológusokról, Josep és Pedro Brugada-ról kapta, akik 1992-ben írták le az állapotot, habár a jellegzetes EKG-mintázat és a hirtelen szívhalál közötti összefüggést már 1989-ben olasz kardiológusok is jelentették. A Brugada-szindrómát 1997-ben írták le a thai férfiaknál megfigyelt hirtelen, megmagyarázhatatlan szívhalál egyik okaként. Az SCN5A gént érintő első, a szindrómával összefüggő genetikai mutációkat testvérük, Ramon Brugada azonosította 1998-ban. Ezt követően mások azonosítottak még számos, legalább 19 gént érintő mutációt. A 2000-es években végzett tanulmányok egymással versengő elméletekhez vezettek a rendellenes szívritmusok kialakulásának mechanizmusaival kapcsolatban. A Brugada-szindrómával kapcsolatos kutatások folyamatban vannak, melyek során új genetikai variánsokat azonosítanak, feltárják az aritmiák mechanizmusait, és jobb kezeléseket keresnek.

## Társadalom és kultúra
- Az 1992-es Megoldatlan rejtélyek című televíziós sorozat egyik évadja a guamán Santos családot mutatta be, akik azonosítatlan szívproblémák miatt több tagjukat is elveszítették. A család túlélő tagjainál végül Brugada-szindrómát diagnosztizáltak. [48]
- Az EastEnders című brit televíziós szappanopera történetszálában az egyik szereplő szívmegállást szenvedett el Brugada-szindróma miatt.[49]
- A Scrubs című tévésorozat 8. évadának 8. epizódjában ("Szerelmes az ügyvédem") Perry Cox egy utolsó kérdést tesz fel Ed gyakornoknak, amelyre az nem tud válaszolni. Ezt követően kirúgják. A kérdésére az egyik helyes válasz a Brugada-szindróma, másik pedig a hosszú QT-szindróma.
- A „Transplant” 2. évadának 2. epizódjában egy dél-ázsiai származású betegnél diagnosztizálják ezt a betegséget.
- A St. Elsewhere 3. évadának 8. epizódja, az „Édes álmok” a hirtelen megmagyarázhatatlan éjszakai halál-szindrómára utal. A történet egy filippínó férfiról szól, akit mellkasi szorítás és karfájdalom miatt kezelnek, majd álmában meghal, a haja pedig beőszül.

- 1-es típusú Brugada EKG-mintázat (lássuk meg a nem szabványos elvezetés-elhelyezést: a V5 egy bordaközi hellyel a V1 felett, a V6 pedig egy bordaközi hellyel a V2 felett helyezkedik el ).
- 2-es típusú Brugada EKG-minta

## Fordítás
Ez a szócikk részben vagy egészben  a   Brugada syndrome című angol Wikipédia-szócikk ezen változatának fordításán alapul.  Az eredeti cikk szerkesztőit annak laptörténete sorolja fel. Ez a jelzés csupán a megfogalmazás eredetét és a szerzői jogokat jelzi, nem szolgál a cikkben szereplő információk forrásmegjelöléseként.